# Elecciones primarias en Honduras
Las elecciones primarias en Honduras, son mecanismos mediante los cuales los partidos políticos del país escogen a sus candidatos presidenciales, se realizan durante el tercer año de gobierno del gobierno actual, específicamente el segundo domingo de marzo de cada cuatro años en el mismo año ocho meses antes de las elecciones generales según reforma al artículo 113 de la Ley Electoral de Honduras efectuada en 2014 .  Estas no son obligatorias ni costeadas por el estado El Tribunal Supremo Electoral de Honduras es el ente regulador de este proceso, el Registro Nacional de las Personas es un órgano de apoyo que da legitimidad al proceso electoral.

## Historia
Los orígenes de las elecciones primarias datan desde tiempos independentistas donde varios grupos presentaban los candidatos para sus propios partidos, siendo el primer caso la selección de los candidatos para el primer jefe de Estado de Honduras, Dionisio de Herrera en donde mediante asamblea constituyente se eligió como jefe de Estado a Herrera. Durante su gobierno se crea la primera constitución de Honduras, que sirve de base para el derecho en Honduras.

## Elecciones generales
Luego de conocerse los candidatos presidenciales, estos contienden por la presidencia durante las elecciones generales que se dan un año después a las elecciones primarias y unos meses antes del término del actual gobierno.